# Escola del Treball de Tortosa
L'Escola del Treball de Tortosa fou un centre de formació professional situat al barri de Ferreries de Tortosa (Baix Ebre). Al llarg de la seva història ha tingut diferent noms: Centro de Formación Técnico Industrial, Escola del Treball, Escuela de Maestría Industrial, Centro de Formación Profesional, Institut Politècnic de Formació Professional i actualment Institut de l'Ebre (IES-SEP de l'Ebre).
El centre es va fundar el 1928, a les acaballes de la dictadura de Primo de Rivera, impartint-se el primer curs el 1929, tot i les inicials dificultats econòmiques del Ministeri de Treball, degut a la incertesa política. El primer director fou Ignasi Riera, que a la seva mort el succeí Rafael Casellas.
El pintor Albert Fabà i Llatse fou alumne de l'Escola.